# NGC 6378
NGC 6378 ist eine 14,3 mag helle Spiralgalaxie vom Hubble-Typ Sbc im Sternbild Schlangenträger am Nordsternhimmel.
Sie ist schätzungsweise 303 Millionen Lichtjahre von der Milchstraße entfernt und hat einen Scheibendurchmesser von etwa 115.000 Lj.
Das Objekt wurde am 13. Juli 1876 von Édouard Stephan entdeckt.